# Interflug

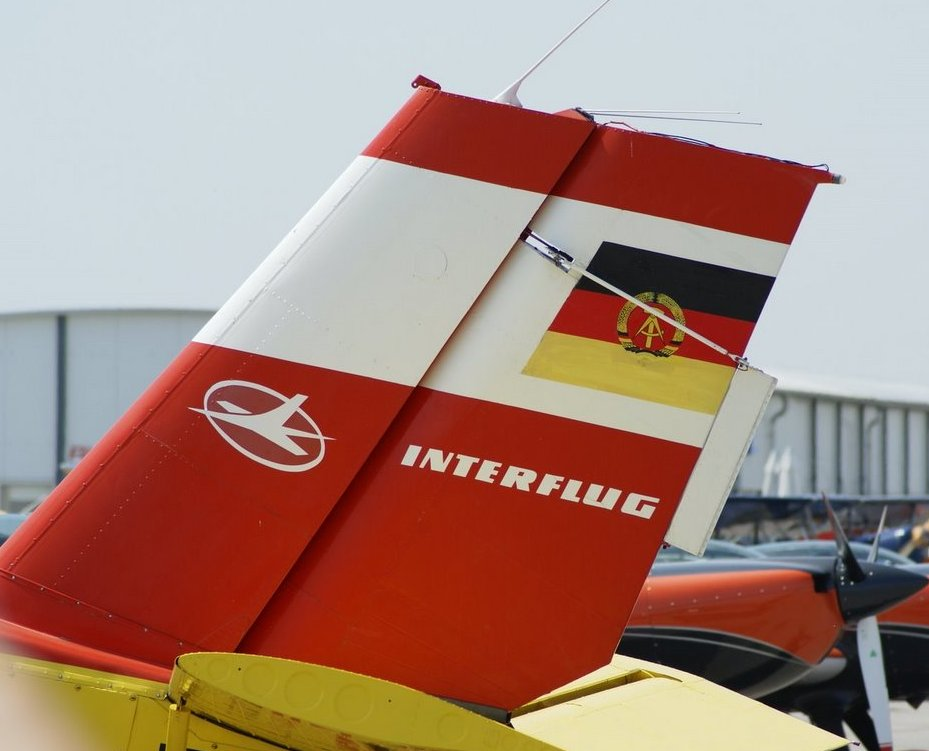
Logo Interflug sur la dérive d'un avion.

Interflug est la compagnie aérienne nationale de l'Allemagne de l'Est de 1958 jusqu'à sa disparition en 1991.

## Histoire
Après 1945 et l'occupation de l'Allemagne la compagnie Lufthansa est liquidée.
C'est finalement en 1955 que la République démocratique allemande formera une compagnie aérienne la Deutsche Lufthansa reliant exclusivement des pays communistes 
opérant avec des Iliouchine Il-14. La RFA récupère les droits du nom Lufthansa, donc la compagnie Deutsche Lufthansa est liquidée et ses opérations sont transférées à Interflug en 1963.  

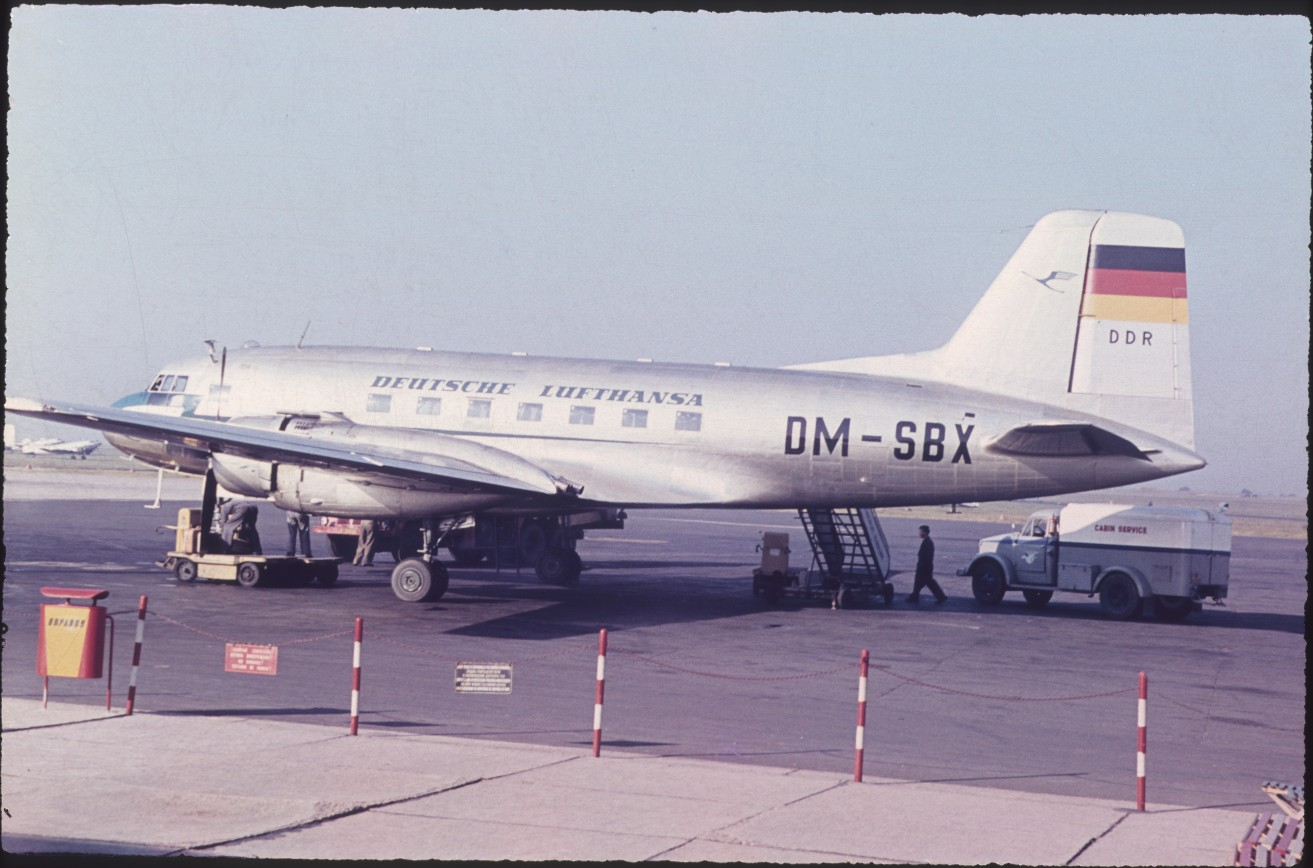
Iliouchine Il 14 a Budapest en 1958

Interflug fut créée le 10 septembre 1958 sous le nom Gesellschaft für internationalen Flugverkehr et effectua tout d'abord des vols charters pour le transport de passagers et de fret, puis des vols spéciaux entre la RDA et l'Autriche et les pays scandinaves pendant la foire internationale de Leipzig.
Le 1er septembre 1963, la totalité du transport aérien de la RDA lui fut confiée. Elle reprit donc les activités et les services aériens de la Deutsche Lufthansa de RDA ainsi que les droits et devoirs hérités de la Deutsche Lufthansa de la RDA en vertu des accords commerciaux et traités internationaux passés avec des pays étrangers.
En 1975, elle est décorée de la Bannière du Travail.
Dans les années 1980, la flotte devient obsolète et ne respecte plus les normes de pollution et de bruit de l'Ouest, certains avions ne peuvent plus desservir les aéroports de l'Ouest. La société était largement déficitaire mais faisait office de compagnie à bas prix à l'Ouest.
Le 26 juin 1989 la compagnie accueille son premier A310 étant une des premières compagnies aériennes des pays membres du Pacte de Varsovie à exploiter des aéronefs occidentaux quelques mois avant Chute du mur de Berlin 

À la suite de la réunification allemande, Interflug est administré par l'organisme ouest-allemand chargé des privatisations Treuhand puis, faute d'investisseur, liquidé en février 1991.
Les avions seront pour la plupart vendus à des compagnies russes et donnés à des musées allemands et les 3 A310 serviront dans la Luftwaffe et un est toujours en service c'est Airbus A310 Zero G.
une partie des anciens employés d'interflug rachetta 5 Iliouchine Il-18 afin de créer une compagnie cargo : Berline
La compagnie cessa ses opérations en 1994

## Flotte
Sa flotte était composée comme suit  :

### Avions

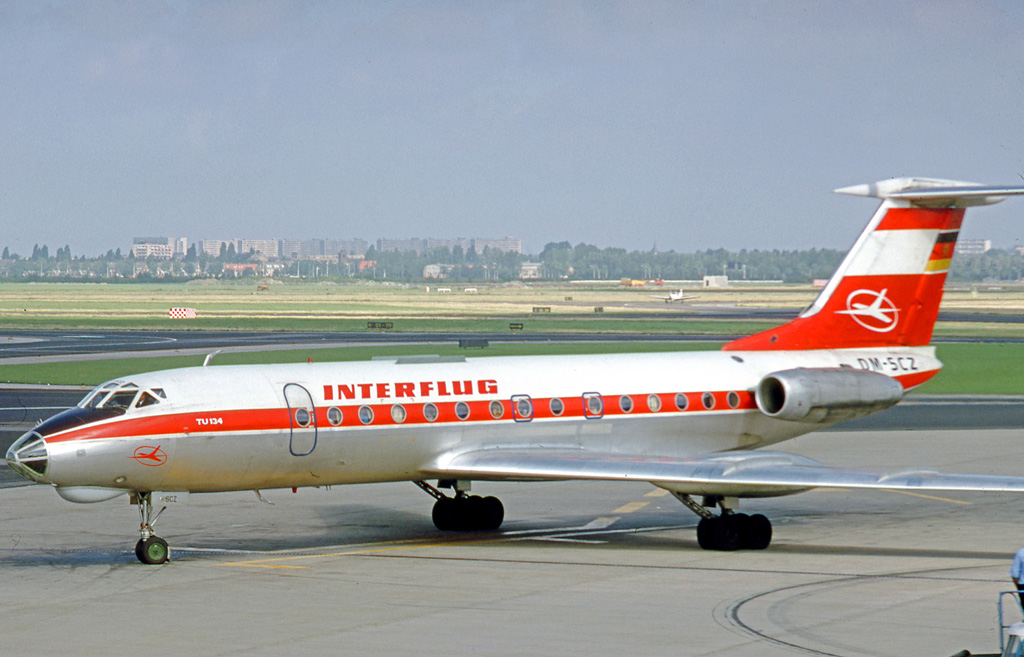
Tupolev Tu-134 le 11 septembre 1977.

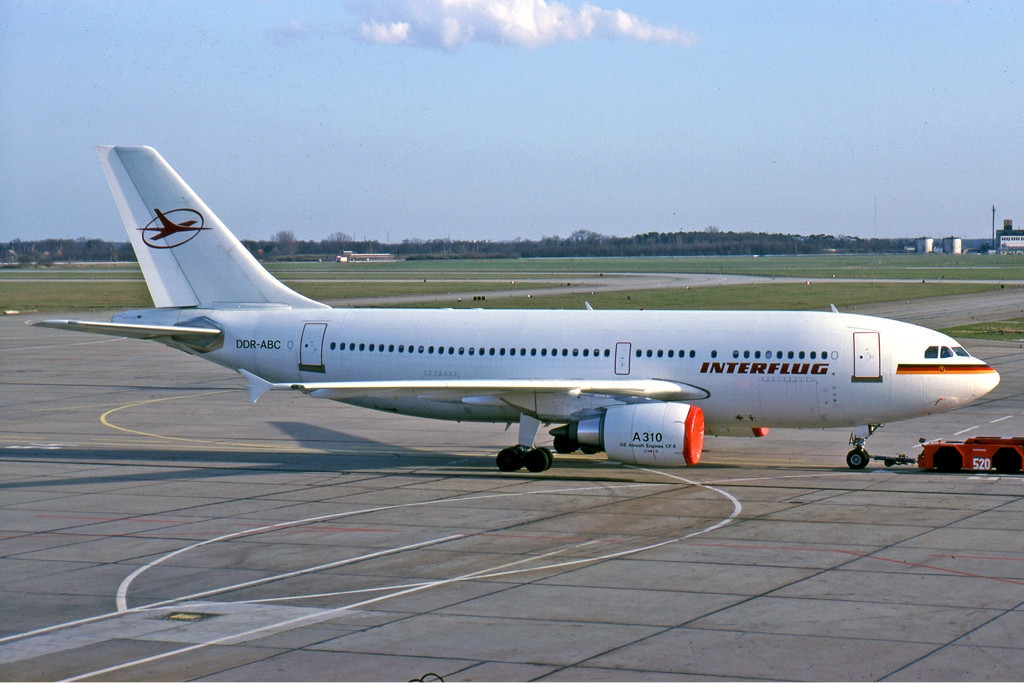
Airbus A310 Interflug en 1990

- Iliouchine Il-62
- Tupolev Tu-134
- Iliouchine Il-14
- Iliouchine Il-18
- Antonov An-24
- Antonov An-2
- Aero L-60 Brigadyr
- Zlín Z-37 Čmelák
- Let L-410
- Airbus A310
- Boeing 727-200
- Boeing 737-200
- Douglas DC-6

### Hélicoptères
- Mil Mi-4
- Mil Mi-8
- Kamov Ka-26